# Predor Šalet
Predor Šalet je kamnit cestni predor, ki poteka pod majhnim hribom v Jagodju in je del sprehajalno kolesarske poti Parenzana - Pot Zdravja in Prijateljstva. Je eden od deveti kamnitih predorov na Porečanki in je za predorom Valeta drugi najbolj ohranjen predor. En konec predora se nahaja v Jagodju drugi pa v Dobravi in je zgodovinsko pomemben predor na Parenzani. 
Gradnja predora se je začela leta 1900 in je bila končana leta 1902. Predor je dolg 214 metrov in je s tem za predorom Valeta in predorom Motovun, tretji najdaljši predor na trasi Parenzane. Predor stoji 31,939 km od izhodiščne postaje v Trstu, na nadmorski višini 64 metrov. Poteka v enakovrednem ovinku, s polmerom 500 metrov. Predor je v celoti obzidan s klesanimi kamnitimi bloki lokalnega izvora in poteka skoraj točno pod krožnim krožiščem v Jagodju. Med letom 1902 in 1935 je predor služil, kot predor nekdanje ozkotirne železniške proge med Trstom in Porečom po kateri je vozila parna lokomotiva. Po ukinitvi proge 31. avgusta 1935 je bil predor nekaj let zaprt, po drugi svetovni vojni pa je služil kot skladišče in gojišče gob. Na izolski strani predora so še vedno postavljena železna vrata iz časa predora kot skladišča. Ko je bil leta 2000 sprejet dogovor o preureditvi nekdanje proge, je bil predor popolnoma preurejen, vanj so namestili luči za razsvetljavo, očistili so zidove, makadam v predoru asfaltirali v cesto in na vsaki strani predora postavili po dve betonski oviri saj skozi predor ni dovoljena vožnja z avti, težkimi motorji in drugimi štirikolesnimi vozili. 
Danes skozi preurejen in osvetljen predor pelje sprehajalno kolesarska pot Parenzana - Pot Zdravja in Prijateljstva.

## Galerija
- Vhod v predor iz strunjanske strani v Dobravi.
- Notranjost predora.